# Krokholmen
För andra platser med liknande namn, se Krokholm, Stora Krokholmen, Lilla Krokholmen eller Inre Krokholmen.
Krokholmen är en ö i Finland. Den ligger i Finska viken och i kommunen Sibbo i den ekonomiska regionen  Helsingfors i landskapet Nyland, i den södra delen av landet. Ön ligger omkring 16 kilometer öster om Helsingfors.
Öns area är 15,3 hektar och dess största längd är 0,7 kilometer i nord-sydlig riktning. Ön höjer sig omkring 25 meter över havsytan.